# Seth Ahmed Dawood
Seth Ahmed Dawood (* 15. März 1905 in Bantva, Manavadar; † 2. Januar 2002 in Karatschi) war ein pakistanischer Industrieller und Philanthrop. Er war der Gründer und erster Vorstandsvorsitzender der Dawood Hercules Corporation und der Dawood-Stiftung.

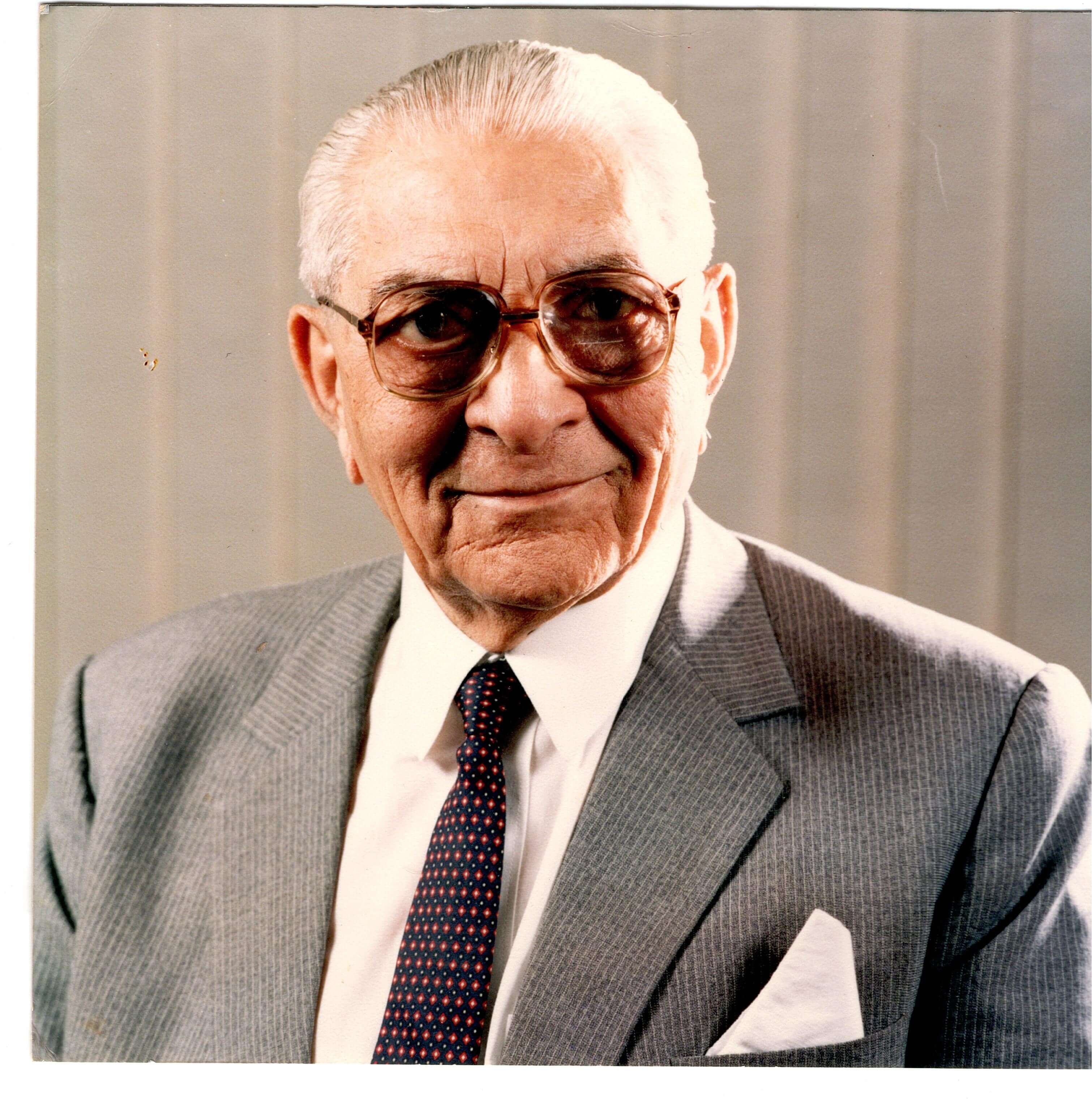
Ahmad Dawood, 1905–2002

## Leben

### Herkunft und Ausbildung
Ahmed Dawood wurde 1905 als Sohn von Dawood Yaqoob in eine Händlerfamilie geboren, die zur muslimischen Memoniten-Gemeinschaft (engl. memons) gehört und seit Generationen in Bantva lebte, einer Ortschaft auf der Halbinsel Kathiawar, heute im indischen Gujarat.
Ahmed besuchte nur drei Jahre lang die Schule, bevor er im Alter von 12 Jahren von seiner Familie in das Geschäftemachen eingeführt wurde. Vor allem sein Großvater mütterlicherseits, Abdul Ghani Haji Noor Muhammad, brachte ihm den Handel mit Baumwollgarn und verschiedenen anderen Utensilien in seinen Geschäften in Mysore und bei Madras bei. Im Alter von 15 Jahren eröffnete Ahmed Dawood 1920 sein erstes eigenes Geschäft in Bombay. Damit gelang es ihm – selbst nach einem zwischenzeitlichen Bankrott – kontinuierlich ein Handelshaus zu errichten, das mit Rohstoffen, Textilien, Jute und Garn handelte.

### Berufliche Laufbahn
Mit der Staatsgründung Pakistans 1947 siedelte er mit seiner Familie von Bombay nach Karatschi über und gründete in den ersten Jahrzehnten nach der Unabhängigkeit von Großbritannien in West- und Ost-Pakistan bedeutende Industrieprojekte.

Vor allem aber spielten Ahmed Dawood und sein Firmenimperium eine Schlüsselrolle bei der Industrialisierung Karatschis. Er stieg innerhalb weniger Jahre zu den vermögendsten Familien des Landes auf und war somit eng mit den wirtschaftlichen Entwicklungen Pakistans verbunden. Er war in den ersten Jahrzehnten politisch sehr einflussreich.

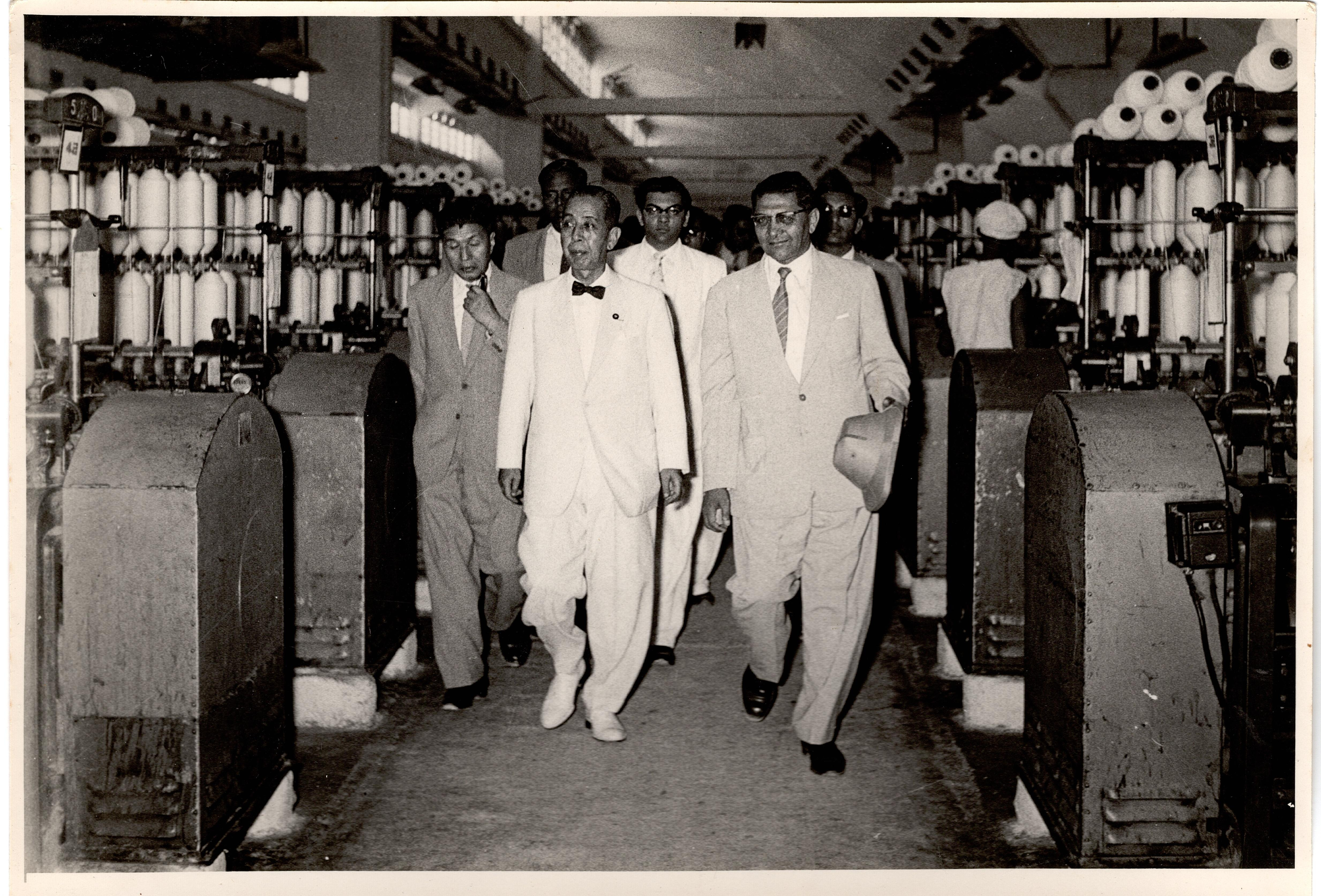
Der japanische Premierminister Kishi Nobusuke (links) besichtigt während seines Pakistanaufenthalts im Jahr 1957 zusammen mit Ahmed Dawood (rechts) dessen Dawood Cotton Mills in Karachi

Der Familien- und Unternehmensbesitz wurde mehr als halbiert, als Bangladesch 1971 unabhängig wurde und die Geschäfte und der Besitz damit für ihn verloren gingen. Die Politik der Verstaatlichung unter dem damaligen Premierminister Zulfikar Ali Bhutto in den 1970er Jahren trug zu einer weiteren Verkleinerung bei. Unzufrieden mit der Nationalisierungspolitik verließ Seth Ahmed Dawood Pakistan und zog 1975 in die USA; erst 1977 kehrte er zurück.

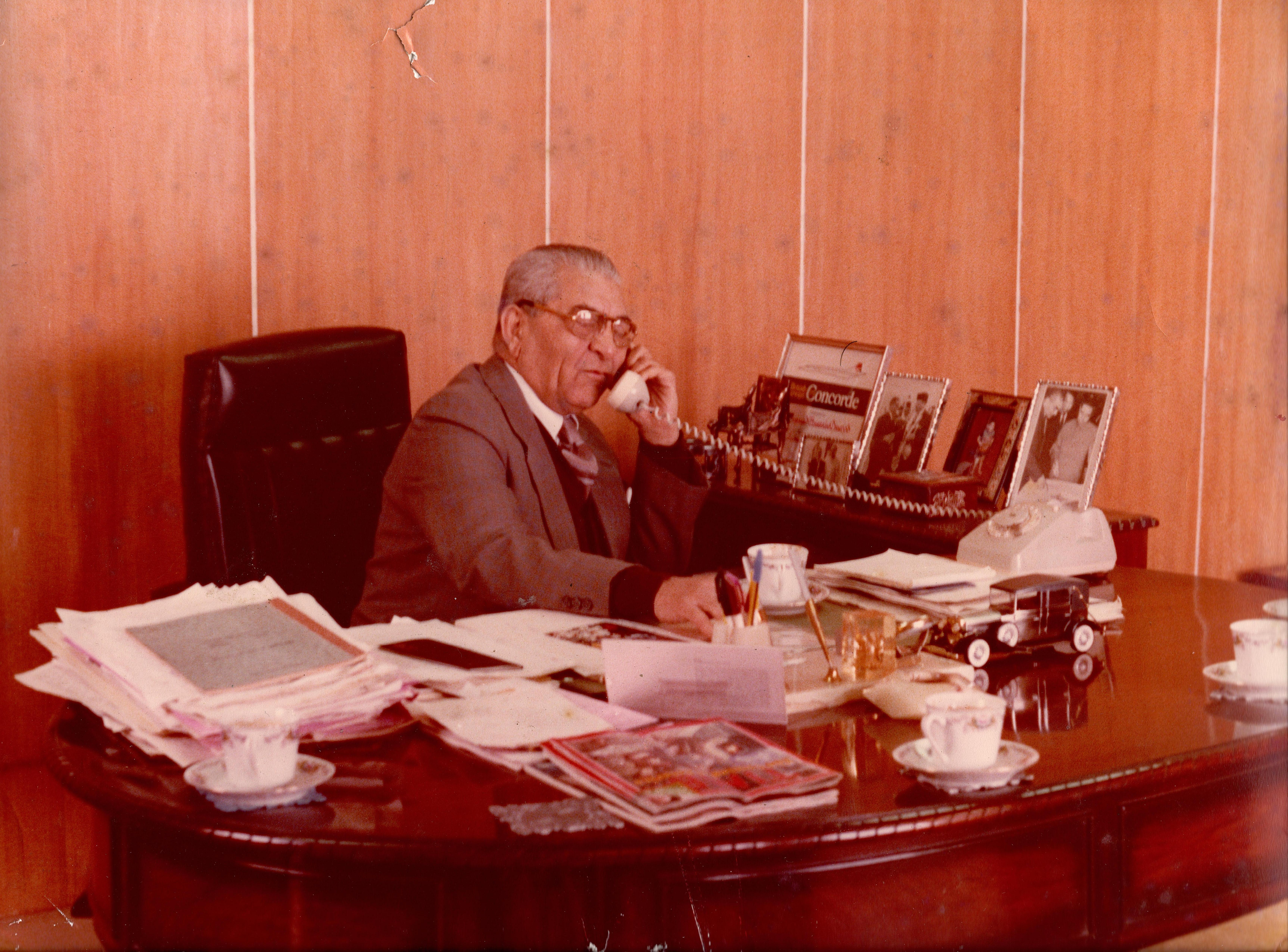
Ahmed Dawood in den 1980er Jahren in seinem Büro

### Privates
Seth Ahmed Dawood hatte fünf Kinder von zwei Frauen; die erste, die wie er aus der Memongruppe stammte und mit der er zwei Söhne hatte, starb nach zehn Jahren Ehe (von der Familie traditionell arrangiert) an Tuberkulose; mit der zweiten Ehefrau – wieder eine Memon und wieder aufgrund eines Familienarrangements – brachte den Sohn Hussein und eine Tochter zur Welt. Sein Sohn Hussain Dawood folgte ihm nach seinem Tod im Jahr 2002 und lenkt seitdem die geschäftlichen Geschicke von Dawood Hercules Corporation und Engro Corporation (ehemals Exxon (Esso) Chemical Pakistan).

### Gemeinnütziges Engagement
Ahmed Dawood gründete 1961 die gemeinnützige Familien-Stiftung (Dawood Foundation). Die Stiftung gründete mehrere Schulen, unter anderem das Dawood Engineering College in Karatschi, das nach ihm benannt ist und später verstaatlicht wurde.